# Charles Aznavour
Charles Aznavour (Sahnur Vaghinak Aznavurjan) (Párizs, 1924. május 22. –  Mouriès, 2018. október 1.) örmény származású francia sanzonénekes, zeneszerző és színész.

## Élete
Tanulmányait az École centrale de TSF-en (ma ECE Paris, École centrale d'électronique), majd az École nationale supérieure des arts et techniques du théâtre-on Párizsban végezte. 1933-tól táncosként, 1935-től pedig gyermekszínészként lépett színpadra. 1941-től a Jean Dasté Színtársulat tagja volt. 1942-től Pierre Roche társulatánál dolgozott. 1955-től a Moulin Rouge tagja volt. 1957–től filmezett. 1965–től a French-Music vezérigazgatója volt. 1995-től Örményország UNESCO-nagykövete. 2008-ban megkapta az örmény állampolgárságot, majd 2009-ben Örményország svájci, illetve az ENSZ genfi szervezeteihez akkreditált nagykövetévé nevezték ki. 2018. október 1-jén, 94 évesen hunyt el.

## Zeneszerzői, előadóművészi munkássága
A legendás francia sanzonénekesek (Édith Piaf, Yves Montand, Georges Brassens) egyik kiemelkedő egyénisége a 20. század második felében. A francia sanzonok a francia folklór muzsikából táplálkoznak leginkább, de gyakran híres költők (pl. Arthur Rimbaud, Guillaume Apollinaire) verseit is megzenésítik, témájuk a szerelem, a szülőföld szeretete, de gyakran a szegénységhez, s a francia történelem nagy eseményeihez is kötődnek (pl. az 1871-es párizsi kommün, később a francia partizánok harca a második világháborúban a német megszállás ellen), de szerzői már valóságos zeneszerzők, sokszor maguk az énekesek is, maga Charles Aznavour, hiszen hogyne formálódna a népdal, a sanzon az énekes által dallamában, s szövegében is.
A francia sanzon a művelt világ nagy részét (Európa, USA) meghódította a 19. század végén és 20. században. A francia sanzonok, s azok tolmácsolói, köztük Charles Aznavour a francia nép összetartozási erejét erősíti szórakoztató, sokszor humoros eszközökkel, de a világszínpadot is rengető deszkákon hozzájárul a népek barátságához. Aznavour Franciaországban, Európában, az Egyesült Államokban, Kanadában, Japánban, sőt Dél-Amerikában és a Szovjetunióban (majd Oroszországban) is nagy sikereket aratott, mint sanzonénekes. Azt is megtette az ő közönségéért, hogy a francia nyelven kívül angolul, spanyolul, olaszul, valamint oroszul is előadott számos francia sanzont. Bakelit lemezeit nagy számban vásárolták, ma már sanzonjait leginkább CD-n, filmjeit DVD-n adják közre.

## Diszkográfia
- Chante Charles Aznavour
- Bravos du Music-Hall à Charles Aznavour
- Je m’voyais déjà
- Alleluia
- The Time Is Now
- La mamma
- Qui?
- Et voici…
- Aznavour Italiano Volume 1 és 2
- Charles Aznavour accompagné par Paul Mauriat et son orchestre
- Von Mensch Zu Mensch
- His Love Songs In English
- Georges Garvarentz and Charles Aznavour – Marco The Magnificent!
- Aznavour 65
- Canta en español
- His Kind Of Love Songs
- De t'avoir aimée…
- Charles Aznavour chante en multiphonie stéréo – Album No 1 é s2
- Charles Aznavour
- The World Of Charles Aznavour All About Love
- Charles Aznavour
- König Des Chansons
- Chante en multiphonie stéréo Album No 3
- Entre deux rêves
- Canta en español
- Face au public
- Aznavour Sings Aznavour
- Aznavour canta en español
- J'aime Charles Aznavour (Vol. 1)
- …E fu subito aznavour…
- Quando La Canzone E’ Arte / Buon Anniversario (Aznavour… L’amore)
- Non, je n’ai rien oublié
- Morir d’amor
- The Old Fashioned Way
- Idiote je t’aime…
- Chez lui à Paris
- Canto l’amore perchè credo che tutto derivi da esso
- The Old Fashioned Way
- Il bosco e la riva
- Visages de l'amour
- A Tapestry Of Dreams
- I Sing For… You
- Hier… encore
- Del mio amare te
- Voilà que tu reviens
- Plein feu sur Aznavour
- Charles Aznavour
- Charles Aznavour Presentatie Lou Van Rees. Concerttournée 1977 (Amsterdam, Den Haag, Rotterdam)
- We Were Happy Then
- Guichets fermés
- A Private Christmas

## Énekelt sanzonjaiból (válogatás)
- Izabelle
- She
- La Bohême
- Emmenez-moi
- Hier encore
- Avé Maria
- La Mamma
- Idiote je t’aime
- To My Daughter
- Sa Jeunesse
- Les Comédiens
- Plus bleu que tes yeux
- Yesterday When I Was Young
- The Old-Fashioned Way
- Le Temps
- Les Bons moments
- Je m’voyais déjà
- Désormais
- Mes Emmerdes
- Paris au mois d’août

## Filmek, melyekben felhasználták dalait
- Tejleves (1958)
- A kis kuvaszok (1961)
- Amerika patkánya (1962 (színész is)
- Morzsa a kis madaraknak (1962)
- Egymilliárd a biliárdasztalban (1965 (zeneszerző, és színész is)
- Keressétek a bálványt! (1969)
- Zsaru (1972)
- Sötét utcák (1975)
- Edith és Marcel (1983) (színész is)
- Szerelmi fészek (1996)
- Megint a régi nóta (1997)
- Aki szeret engem, vonatra száll (1998)
- Sztárom a párom (1999)
- Tágra zárt szemek (1999)
- Magányosok (2000)
- Mostohám a zsánerem (2002)
- Meztelenkedés (2002)
- Charlie kettős élete (2002)
- Az élet ára (2003)
- Morir de amor (2004)
- Évforduló (2005)
- Művészlelkek (2006)
- Amikor énekes voltam (2006)
- A hírhedt (2006)
- Szerelem és egyéb katasztrófák (2006)
- Parkinson (2006)
- Hét élet (2008)

## Filmszerepei
- Józan gyerek (1957)
- Miért jössz ilyen későn? (1959)
- Fejjel a falnak (1959)
- A Rajnán túl (1960)
- Orpheusz végrendelete (1960)
- Lőj a zongoristára (1960)
- Egy taxi Tobrukba (1961)
- A négy igazság (1961)

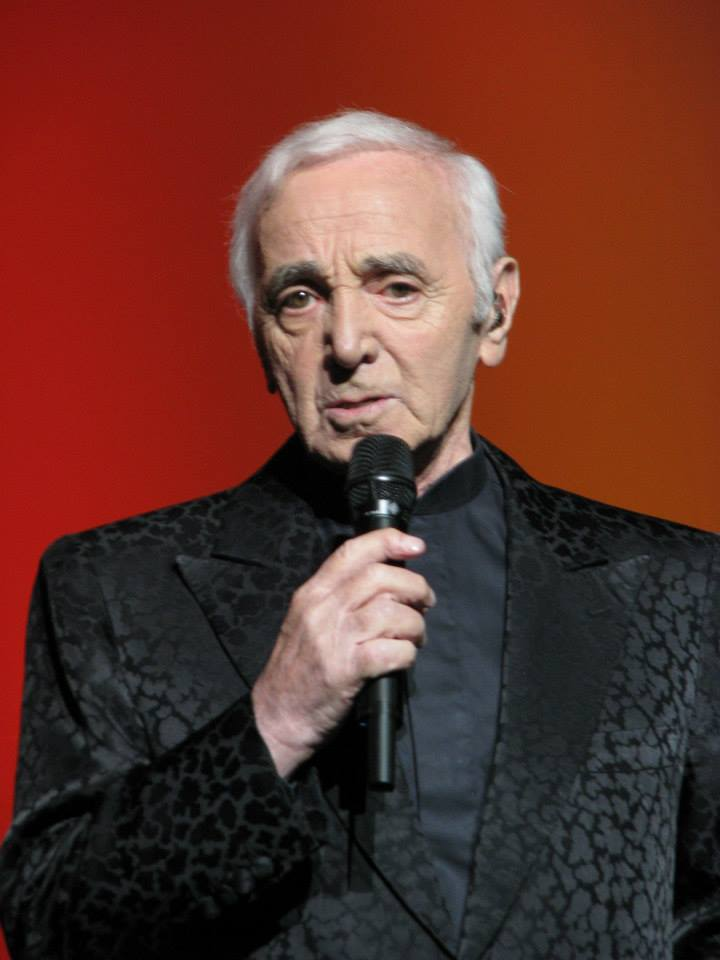
Aznavour koncertje Deauville-ben, a franciaországi Normandiában (1988)

- Az ördög és a tízparancsolat (1962)
- Előkelő hűtlenség (1964)
- Párizs augusztusban (1965)
- Egy levélhordó háborúba megy (1966)
- Caroline, drágám (1967)
- Candy (1968)
- Szerencsevadászok (1969)
- The games (1970)
- A farkasok ideje (1970)
- Egy szép szörnyeteg (1971)
- A faház (1973)
- Tíz kicsi indián (1974)
- Égi lovasok (1976)
- Muppet Show (1976)
- Burzsoá bolondságok (1976)
- Bádogdob (1979)
- Quest-ce qui fait courir David? (1979)
- Charles Aznavour 80 (1980)
- A varázshegy (1982)
- Kisvárosi fojtogató (1982)
- Bécs–Budapest 82 (1982)
- Éljen az élet! (1984)
- Kéregető (1984)
- Une jeunesse (1984)
- Jiddis kapcsolat (1986)
- Rossz vér (1986)
- Migrations (1988)
- Szögevő (1988)
- A karmester (1989)
- Les années compagne (1991)
- Il ritorno di ribot (1991)
- A komédiás (1996)
- Die Zeit mit mir (1997)
- Hinter den Horizonten des Paradises (1997)
- Titkok egy francia kolónián (1997)
- Ceremónia nélkül (1997)
- Les Momes (2000)
- Judicael (2000)
- Ararát (2002)
- Goriot apó (2004)
- Az ezredes (2006)
- Ketten a hullámban (2009)

## Díjai
- A Francia Akadémia zenei díja (1995)
- Tiszteletbeli César-díj (1997)